# Sala espositiva Tito Caporali
La Sala espositiva Tito Caporali è un museo situato a Schio, in provincia di Vicenza, che fa parte della rete territoriale Musei Altovicentino.

## Sede
La sala espositiva trova sede nelle vecchie scuderie dell’ex caserma Cella, lo stesso edificio ospita anche l'esposizione del museo geomineralogico scledense.

## Storia

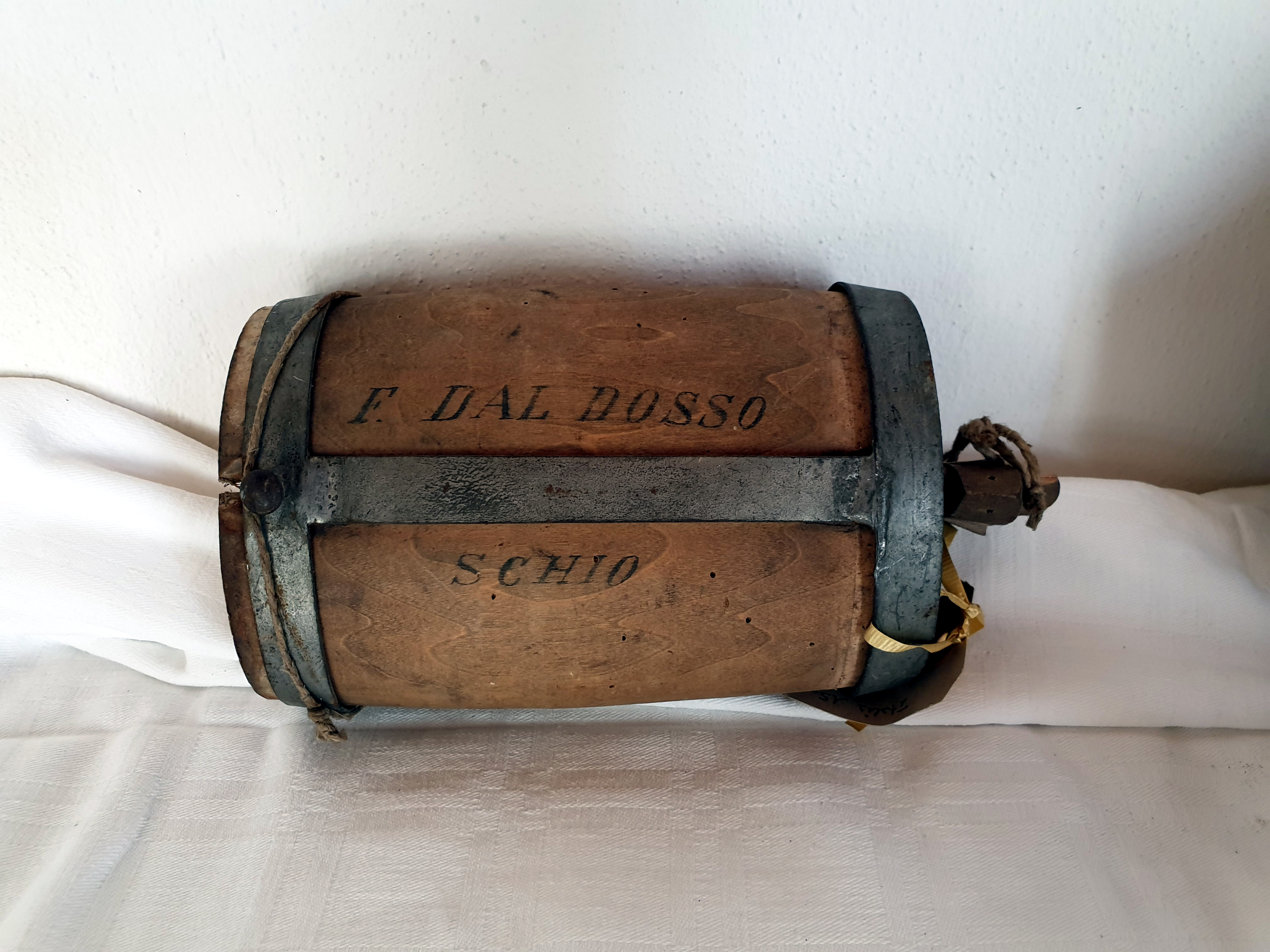
Una borraccia, uno dei reperti della collezione

Intitolata a Tito Caporali, Capitano degli alpini, pluridecorato e caduto sul monte Novegno nel giugno del 1916, l’anno della Strafexpedition.

## Percorso espositivo
La collezione è il risultato della ricerca sul campo compiuto dai soci dell’Associazione 4 Novembre, che continuano ad arricchire quanto esposto di nuovi oggetti e documenti. Sono quindi raccolti ed esposti effetti personali, munizioni, divise, equipaggiamenti e attrezzature dei soldati e vari oggetti rinvenuti nei luoghi della battaglia. A cadenza periodica vengono organizzate esposizioni di cimeli basate su una specifica tematica.